# Macrobús
Macrobús — система скоростного автобусного транспорта, которая работает Мексике в городе Гвадалахара. Имеет станцию пересадки «San Juan de Dios».

## История
Начало работы над системой было объявлено губернатором Халиско Эмилио Гонсалесом Маркесом (исп. Emilio González Márquez) 29 февраля 2008 года. Линия была запущена 11 марта 2009 года губернатором и президентом Мексики Фелипе Кальдероном Инохоса (исп. Felipe Calderón Hinojosa).
В большинстве подвижных составов (по состоянию на 25 февраля 2012 года) были установлены информационные табло и мониторы.

## Деятельность
По данным INEGI Macrobús выводит на маршрут 40 машин в будние дни и 26 — в выходные. В 2017 году составы накатали 4 151 560 километров, то есть в среднем преодолевали 346 000 километров в месяц. В 2017 году автобусная ветка перевезла 38 333 585 человек (из них 18% со скидками или льготами), т.е. в среднем — 3,2 млн. в месяц.
| Год  | Пройдено километров | Пассажиров | С полной оплатой | Процент пассажиров без льгот | Доход       |
| ---- | ------------------- | ---------- | ---------------- | ---------------------------- | ----------- |
| 2011 | 3 786 208           | 22 168 372 | 15 838 871       | 71.45%                       | 172 287 000 |
| 2012 | 3 584 979           | 22 484 658 | 15 819 072       | 70.35%                       | 178 057 000 |
| 2013 | 3 638 933           | 28 509 712 | 22 098 580       | 77.51%                       | 180 181 000 |
| 2014 | 3 261 212           | 30 531 011 | 23 766 957       | 77.85%                       | 208 928 000 |
| 2015 | 3 650 392           | 32 570 126 | 26 021 551       | 79.89%                       | 225 775 000 |
| 2016 | 3 944 556           | 35 523 663 | 28 607 221       | 80.53%                       | 234 643 000 |
| 2017 | 4 151 560           | 38 333 585 | 31 287 959       | 81.62%                       | 246 190 000 |

## Парк подвижного состава
Подвижной состав «Macrobús» состоит из высокопольных сочленённых автобусов марки Volvo, так как за образец была взята система метробуса Мехико. Изначально на первой линии работали 41 автобус Volvo 7300BRT. 17 сентября 2014 года было куплено 4 новых состава, более яркой модели от компании DINA. Эти автобусы отличает красный цвет, они выше, имеют камеры наблюдения и вмещают большее количество пассажиров. Также отмечается их более плавный ход.
Итого, на линии работает 45 машин.